# Nazionali di pallanuoto maschili europee
Le nazionali di pallanuoto maschili europee sono le nazionali di pallanuoto poste sotto l'egida della Ligue Européenne de Natation. Sebbene rispecchino quasi totalmente geograficamente la loro appartenenza all'Europa, non coincidono esattamente al continente inteso politicamente come tale. Partecipano, infatti, anche squadre di nazioni solo parzialmente in Europa, come la Turchia, o che hanno influenza nella pallanuoto europea o ne sono accomunati culturalmente, come Israele, Armenia, Azerbaigian e Georgia.

## Squadre
- Albania
- Andorra
- Armenia
- Austria
- Azerbaigian
- Belgio
- Bielorussia
- Bosnia ed Erzegovina
- Bulgaria
- Cipro
- Croazia
- Danimarca

- Georgia
- Estonia
- Finlandia
- Francia
- Gran Bretagna
- Germania
- Grecia
- Irlanda
- Islanda
- Israele
- Italia

- Lettonia
- Lituania
- Lussemburgo
- Macedonia del Nord
- Malta
- Moldavia
- Montenegro
- Paesi Bassi
- Polonia
- Portogallo
- Rep. Ceca

- Romania
- Russia
- Serbia
- Slovacchia
- Slovenia
- Spagna
- Svezia
- Svizzera
- Turchia
- Ucraina
- Ungheria